# Societas Perfecta

Societas Perfecta (« Société Parfaite » ou « Communauté Parfaite ») est le nom donné à l'une des philosophies politiques de l'Église catholique dans les domaines de l'ecclésiologie et du droit canonique

## Origines
La doctrine enseigne que l'Église est un groupe autosuffisant ou indépendant qui détient déjà toutes les ressources nécessaires et les conditions pour atteindre son but global qui est le salut universel de l'humanité. Historiquement elle a été utilisée de façon à améliorer la définition des relations Église-État.
Ses origines peuvent être retracées dans les écrits d'Aristote, qui a décrit le "Polis" comme étant un amalgame de plusieurs communautés urbaines. L'idée de la "communauté parfaite" était aussi présente dans la philosophie médiévale. En référence directe à Aristote, Thomas d'Aquin mentionne l'État "civitas" en tant que communauté parfaite "Communitas perfecta".
Durant le Siècle des Lumières, la doctrine de Societas Perfecta a été fortement affirmée afin de protéger l'Église contre les interventions séculières. Elle fut aussi mentionnée dans le Magistère du pape Pie IX et plus spécialement par Léon XIII dans son encyclique Immortale Dei, où il explique cet enseignement dans la relation à l'Église : 

« […] En outre, et ceci est de la plus grande importance, elle constitue une société juridiquement parfaite dans son genre, parce que, de l'expresse volonté et par la grâce de son Fondateur, elle possède en soi et par elle-même toutes les ressources qui sont nécessaires à son existence et à son action. Comme la fin à laquelle tend l'Église est de beaucoup la plus noble de toutes, de même son pouvoir l'emporte sur tous les autres et ne peut en aucune façon être inférieur, ni assujetti au pouvoir civil. »

## Societas Perfecta
Les deux sociétés parfaites correspondent à deux forces, l'Église et l'État :
L'une est responsable des soins de dimension divine, l'autre de l'homme. Chacune est la plus élevée de son genre : chacune a certaines limites dans lesquelles elle évolue, des frontières qui sont apparues naturellement et dont le but de chacune des deux forces est démontré.
Jusqu'au concile Vatican II, la doctrine des deux sociétés parfaites de Léon XIII était tenue comme officielle dans les études théologiques. Au cours de ce concile, ainsi que dans le Codex Iuris Canonici (code de droit canonique), la doctrine n'est plus explicitement mentionnée. Dans la théologie "post-concilaire" de l'Église catholique moderne, elle a à peine un rôle quelconque. Son abandon a été quelque peu controversé. En tout cas, le Pape Paul VI l'a mentionné et résumé en 1969 dans son motu proprio concernant la bulle Sollicitudo omnium ecclesiarum sur le rôle du légat papal :

« Il est indiscutable que les devoirs de l'Église et de l'État appartiennent à des ordres différents. L'Église et l'État sont dans leur propre domaine des sociétés parfaites. Cela signifie qu'ils ont leur propre système légal et toutes les ressources nécessaires. Ils sont aussi, dans leur juridiction respective, fondés pour appliquer leurs lois. D'autre part, ils ne faut pas négliger le fait qu'ils visent tous les deux un bien-être commun, à savoir que le peuple de Dieu doit obtenir le salut éternel. »

## Source
- (en) Cet article est partiellement ou en totalité issu de l’article de Wikipédia en anglais intitulé « Societas Perfecta » (voir la liste des auteurs).